# نجف آباد (مقاطعة فسا)
نجف‌آباد (بالفارسية: نجف‌آباد) هي قرية تقع في قسم صحرارود الريفي في إيران. يقدر عدد سكانها بـ 42 نسمة .